# Zrównoważona energia
Zrównoważona energia – efektywność energetyczna i energia odnawialna są uznawane za dwa filary zrównoważonej polityki energetycznej. Obie strategie muszą być rozwijane równocześnie, aby stabilizować i redukować emisje dwutlenku węgla oraz innych zanieczyszczeń. Wydajne używanie energii jest kluczowe dla spowalniania wzrostu zapotrzebowania na energię, tak by rosnące dostawy czystej energii mogły powodować głębsze redukcje w wykorzystaniu paliw kopalnych. Jeśli konsumpcja energii będzie rosła zbyt szybko, rozwój energii odnawialnej nie nadąży, by osiągnąć ten cel. Analogicznie, jeśli źródła czystej energii nie staną się powszechnie dostępne, spowolniony wzrost popytu w niewystarczającym stopniu przełoży się na ograniczenie całkowitych emisji węgla; potrzebne jest także zmniejszenie udziału węgla w źródłach energii. W związku z tym zrównoważona polityka energetyczna wymaga większych zobowiązań zarówno w odniesieniu do wydajności jak i źródeł odnawialnych.